# Смојмирово
Смојмирово (мкд. Смојмирово) је насеље у Северној Македонији, у источном делу државе. Смојмирово је у саставу општине Берово.

## Географија
Смојмирово је смештено у источном делу Северне Македоније. Од најближег града, Берова, насеље је удаљено 8 km северозападно.
Насеље Смојмирово се налази у историјској области Малешево. У области Малешевских планина, на источном ободу Беровског поља. Источно од насеља тече река Брегалница горњим делом свог тока. Надморска висина насеља је приближно 850 метара.
Месна клима је планинска због знатне надморске висине.

## Становништво
Смојмирово је према последњем попису из 2021. године имало 526 становника.
| Национални састав према попису из 2021.‍ | Национални састав према попису из 2021.‍ | Национални састав према попису из 2021.‍ | Национални састав према попису из 2021.‍ | Национални састав према попису из 2021.‍ |
| --------------------------------------- | --------------------------------------- | --------------------------------------- | --------------------------------------- | --------------------------------------- |
|                                         |                                         |                                         |                                         |                                         |
| Македонци                               | Македонци                               |                                         | 511                                     | 97,1%                                   |

Већинска вероисповест месног становништва је православље.